# Ildebrando Antoniutti

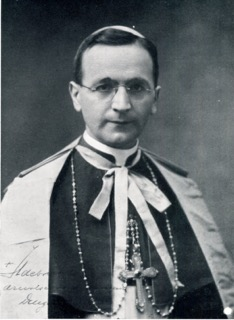
Erzbischof Ildebrando Antoniutti

Kardinalswappen von Ildebrando Antoniutti

Ildebrando Kardinal Antoniutti (* 3. August 1898 in Nimis, Provinz Udine, Italien; † 1. August 1974 bei Bologna) war ein italienischer Geistlicher, Diplomat des Heiligen Stuhls und Kurienkardinal der Römischen Kirche.

## Leben
Ildebrando Antoniutti studierte in Udine und Rom die Fächer Katholische Theologie und Philosophie und empfing am 5. Dezember 1920 das Sakrament der Priesterweihe. Anschließend unterrichtete er als Theologiedozent am Seminar von Udine und versah gleichzeitig die Aufgabe des persönlichen Sekretärs des Erzbischofs von Udine. Von 1927 bis 1934 nahm er verschiedene Aufgaben bei der Apostolischen Delegation in China wahr. Von 1934 bis 1936 arbeitete er in der Apostolischen Nuntiatur in Portugal. 1936 ernannte ihn Papst Pius XI. zum Titularerzbischof von Synnada in Phrygia und zum Apostolischen Delegaten in Albanien. Die Bischofsweihe spendete ihm am 29. Juni 1936 Pietro Fumasoni Biondi, Kardinalpräfekt der Kongregation Propaganda fide; Mitkonsekratoren waren Antonio Anastasio Rossi, Lateinischer Patriarch von Konstantinopel und Prälat der Territorialprälatur Pompei, und Celso Costantini, Sekretär der Kongregation Propaganda fide.
Während des Spanischen Bürgerkriegs entsandte ihn der Papst als Sondergesandten nach Spanien. Von 1938 bis 1953 war Antoniutti Apostolischer Delegat für Kanada und Neufundland, ab 1953 Apostolischer Nuntius in Spanien und wurde 1962 mit der Collane des Ordens de Isabel la Católica ausgezeichnet.
Antoniutti nahm von 1962 bis 1965 am Zweiten Vatikanischen Konzil teil. Papst Johannes XXIII. berief ihn am 19. März 1962 als Kardinalpriester mit der Titelkirche San Sebastiano alle Catacombe in das Kardinalskollegium. Für manche galt er als moderat-konservativer Papstkandidat; als solcher erhielt er im Konklave 1963 Stimmen, konnte sich aber nicht durchsetzen. 1963 wurde Antoniutti Vorsitzender der Konzilskommission für die Ordensleute und im selben Jahr Präfekt der Religiosenkongregation, die er bis 1973 leitete. Am 13. September 1973 wurde er zum Kardinalbischof von Velletri ernannt. 
Ildebrando Antoniutti starb bei einem Autounfall in der Nähe von Bologna und wurde in der Pfarrkirche Santi Gervasio e Protasio seines Geburtsortes beigesetzt.